# Anomalostomyia namibica
Anomalostomyia namibica är en tvåvingeart som beskrevs av Cerretti och Barraclough 2007. Anomalostomyia namibica ingår i släktet Anomalostomyia och familjen parasitflugor. Inga underarter finns listade i Catalogue of Life.